# Salvadora persica
Salvadora persica Wall. (Arak, Galenia asiatica, Peelu, Pīlu, Salvadora indica) è una pianta della famiglia delle Salvadoraceae.
Usata da secoli come uno spazzolino da denti naturale (nel mondo arabo se ne usa uno stecco, chiamato siwāk), le sue fibre sono state promosse dalla Organizzazione mondiale della sanità per l'uso nell'igiene orale. Ricerche segnalano che la pianta abbia un discreto numero di proprietà mediche benefiche tra cui proprietà antisettiche, detergenti, astringenti.

## Descrizione
Salvadora persica è un albero o arbusto che supera raramente i 6 m di altezza. La sua corteccia è scabrosa e screpolata, di colore biancastro con le estremità pendenti. La corteccia della radice della pianta è color sabbia, e le superfici interne sono di una tonalità ancora più leggera di marrone. Ha un profumo gradevole, ed un gusto caldo e pungente. Perde le foglie dalla fine di dicembre e gennaio. In Pakistan esemplari secolari sono spesso usati per adornare i cimiteri come avviene per il cipresso.

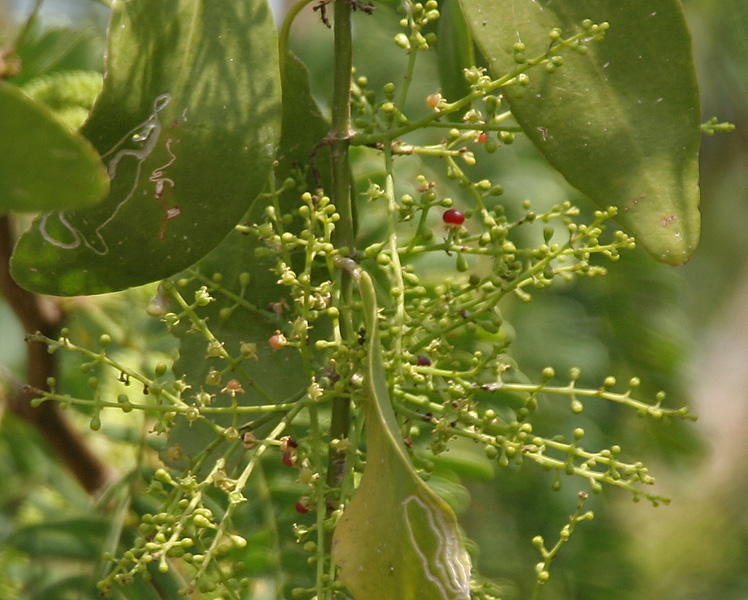
Fiori e bacche di Salvadora persica

## Storia ed usi
Da Salvadora persica si trae un bastoncino da masticare, popolare in tutto il subcontinente indiano, e nel resto del mondo musulmano. Comunemente indicata come miswak, molti musulmani ritengono che strofinare i denti con la Salvadora persica sia una pratica raccomandata dal profeta musulmano Maometto.